# امیلیو آلدکوآ
امیلیو آلدکوآ (انگلیسی: Emilio Aldecoa; ۳۰ نوامبر ۱۹۲۲ – ۴ سپتامبر ۱۹۹۹) بازیکن فوتبال، حرفه‌ای اهل اسپانیا بود.
وی در لیگ‌های فوتبال انگلیس و اسپانیا بازی می‌کرد و سپس در سمت مربیگری در اسپانیا و انگلیس کار می‌کرد. او یک بازی در تیم ملی فوتبال اسپانیا انجام داد و به عنوان بازیکن تعویضی در پیروزی ۲–۱ مقابل ایرلند در ماه مه ۱۹۴۸ در ورزشگاه المپیک کمپانی لوییس بارسلونا به میدان رفت.
وی از ۱۹۵۰ تا ۱۹۵۳ در بارسلونا بازی می‌کرد.